# なかの芸能小劇場
なかの芸能小劇場（なかのげいのうしょうげきじょう）は、東京都中野区中野五丁目68番7号（スマイルなかの2階） にある劇場である。通称「なかの芸小」。オープンは1995年2月。

## 概要

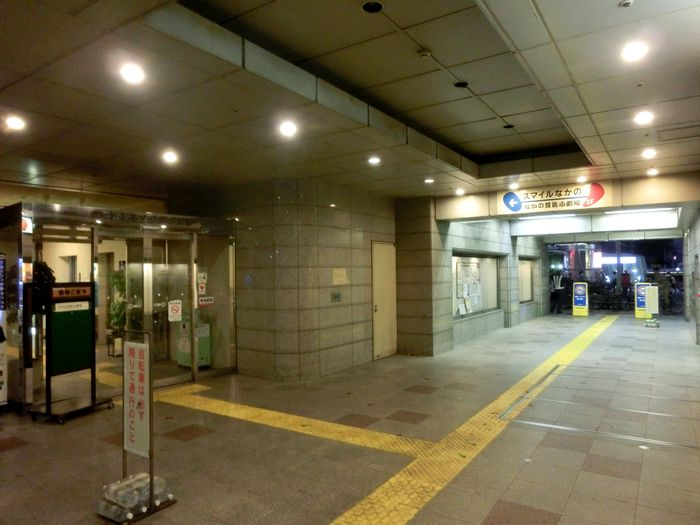
中野ブロードウェイ方向から入ったスマイル中野。向かって左側がなかの芸能小劇場へ通じる入口。

社会福祉会館｢スマイルなかの｣の2階にある、芸能の振興のために開かれた劇場。
おもに落語会やお笑いライブ、朗読公演に使われ、特にお笑いではげんしじん事務所主催ライブなど安価で見られるライブが多く開かれ、「関東インディーズ芸人の登竜門」ともされる。中野ブロードウェイとも隣接。
ブッチャーブラザーズ主催の東京ビタミン寄席の会場としても使用され、受付にはブッチャーブラザーズの銅像が置かれている。
（2007年7月26日放送の『アメトーーク』の「ブッチャーブラザーズの子供たち」の企画にて制作。サイズは15cm×20cm。）
毎月第3月曜(休日にあたる場合はその翌日)、および年末年始（12月29日から1月3日まで)が休館日。

## アクセス
東日本旅客鉄道（JR東日本）または東京メトロ東西線の中野駅北口から徒歩5分